# 10814 Gnisvärd
10814 Gnisvärd è un asteroide della fascia principale. Scoperto nel 1993, presenta un'orbita caratterizzata da un semiasse maggiore pari a 3,1759642 UA e da un'eccentricità di 0,0901445, inclinata di 10,97125° rispetto all'eclittica.